# Zini (cognome)
Zini è un cognome di lingua italiana.

## Varianti
De Zinis, Zin, Zinà, Zinara, Zinati, Zinato, Zinelli, Zinello, Zino.

## Origine e diffusione
Cognome tipicamente settentrionale, è presente prevalentemente in Toscana.
Potrebbe derivare da un ipocoristico di cognomi quali Fazzini, Lorenzini e Ragazzini.
Le varianti Zin e Zinà sono venete.

## Persone
- Amedeo Zini – pilota motociclistico italiano
- Daniela Zini – sciatrice alpina italiana
- Danilo Zini – calciatore italiano